# 16 décembre 1905
Le samedi 16 décembre 1905 est le 350e jour de l'année 1905.

## Naissances
- Austin Loomer Rand (mort le 6 novembre 1982), zoologiste canadien
- Billy Arnold (mort le 10 novembre 1976), pilote automobile américain
- Daniel Carasso (mort le 17 mai 2009), personnalité franco-espagnole du monde des affaires
- Fernand Lepage (mort le 16 février 1996), avocat, magistrat, magistrat militaire et homme d’état belge
- Helmut Damerius (mort le 29 septembre 1985), communiste allemand
- Paul Le Drogo (mort le 25 juillet 1966), cycliste français
- Piet Hein (mort le 17 avril 1996), scientifique, inventeur et poète danois

## Décès
- Mudder Cordes (née le 21 décembre 1815), figure du folklore de Brême